# 斯滕謝夫
斯滕謝夫是波蘭的城鎮，位於該國西部，由大波蘭省負責管轄，面積5.63平方公里，2006年人口5,339。第二次世界大戰期間，納粹德國佔領該鎮。
52°16′45″N 16°42′29″E / 52.27917°N 16.70806°E